# 宮城ネットワーク
株式会社宮城ネットワーク（みやぎネットワーク）は、かつて宮城県仙台市泉区に本社を置き、有線テレビジョン放送法に基づいて有線テレビジョン放送（ケーブルテレビ局）を運営し、放送（テレビ・ラジオ）、通信（インターネット、IP電話）を業務していた会社。
ジュピターテレコム(J:COM)の連結子会社であった。ブランド名は「J:COM 仙台キャベツ」。2011年10月1日付けでジェイコム関東に吸収合併され、存続会社側であるジェイコム関東は「株式会社ジェイコムイースト」に商号変更している。

## 概要
セコム株式会社、カメイ株式会社、富士ゼロックス（現:富士フイルムビジネスイノベーション）、株式会社河北新報社、仙台市、株式会社仙台シティーケーブル、株式会社七十七銀行、株式会社三菱東京UFJ銀行、東北放送株式会社、株式会社仙台放送、株式会社東日本放送、株式会社宮城テレビ放送、株式会社ユアテック、通研電気工業株式会社、株式会社エフエム仙台など多数の団体が出資する会社であった。
2006年11月27日に、セコム株式会社とカメイ株式会社が、保有する株式をケーブルテレビ統括運営会社(MSO)である株式会社メディアッティ・コミュニケーションズに売却したため、メディアッティグループに参画した。
その後、2008年12月25日に、株式会社ジュピターテレコムが株式会社メディアッティ・コミュニケーションズを完全子会社化した後、2009年4月1日に、株式会社ジュピターテレコムが株式会社メディアッティ・コミュニケーションズを吸収合併した。
株式会社メディアッティ・コミュニケーションズが保有していた株式を株式会社ジュピターテレコムが引き継いだため、ジュピターテレコムグループに参画し、ブランド名が「キャベツ」から「J:COM 仙台キャベツ」に変更された。
2011年10月1日、経営環境の変化によるグループの経営効率化を図るため、宮城ネットワークはジェイコム関東を存続会社として合併のうえ、株式会社ジェイコムイーストに商号変更した。

## 沿革
- 1983年
  - 8月25日
    - 設立。
- 1990年
  - 6月1日
    - 開局。
- 1999年
  - 8月1日
    - インターネット提供サービス開始。
- 2006年
  - 11月27日
    - 株式会社メディアッティ・コミュニケーションズが株式取得。メディアッティグループになる。
- 2008年
  - 12月25日
    - 株式会社ジュピターテレコムが、株式会社メディアッティ・コミュニケーションズを完全子会社化[2][3]。
- 2009年
  - 4月1日
    - 株式会社ジュピターテレコムが、株式会社メディアッティ・コミュニケーションズを吸収合併[4]。
    - 株式会社ジュピターテレコムが株式を引き継ぎ、同社の連結子会社となる[4]。
    - 呼称を「J:COM 仙台キャベツ」に変更[5]。
- 2010年
  - 8月12日
    - 本社機能を現在の地に移転[注 1]。
- 2011年
  - 2月24日
    - 地上デジタルテレビ放送のデジアナ変換を、地上アナログテレビ放送で開始[注 2]。

  - 10月1日
    - 株式会社ジェイコム関東に吸収合併され、存続会社側は株式会社ジェイコムイーストに商号変更。「J:COM 仙台キャベツ」のサービスを同社へ移管[1]。

## 事業所
本社
- 宮城県仙台市泉区八乙女中央2丁目3番20号

ジェイコムショップ
- 仙台キャベツ店
  - 宮城県仙台市泉区八乙女中央2丁目3番20号（本社内）

## サービスエリア
2011年9月30日時点。
- 宮城県
  - 仙台市
    - 青葉区、泉区、宮城野区、若林区

  - 黒川郡
    - 富谷町、大和町

## 業務内容
詳細についてはジュピターテレコム#サービス概要を参照。
- J:COM TV

ケーブルテレビサービス。地上デジタル放送・BSデジタル放送も受信できる。
- J:COM NET

インターネット接続サービス。テクノロジーネットワークスが運営している。
- J:COM PHONE

固定電話サービス。NTTに代わるIPプライマリ(0AB~J)電話。
- J:COM 緊急地震速報

気象業務支援センターの情報を元に専用端末にて計算され発報されるサービス。

## 主な放送チャンネル
- 地上デジタルテレビ放送はパススルー方式の他、2015年3月末日までの予定で「デジアナ変換」による再送信を実施している。
- 地上波以外のチャンネルについては地域により異なる点があるものの、基本的に全国一律運用となっている。

### テレビ
| リモ コン キー ID | 放送局          | チャンネル | チャンネル | チャンネル | 備考                       |
| リモ コン キー ID | 放送局          | デジタル   | デジタル   | アナ ログ  | 備考                       |
| リモ コン キー ID | 放送局          | 三桁       | 物理       | アナ ログ  | 備考                       |
| ----------------- | --------------- | ---------- | ---------- | ---------- | -------------------------- |
| 1                 | 東北放送        | 011        | UHF 19     | VHF 1      | アナログ放送はデジアナ変換 |
| 2                 | NHKEテレ仙台    | 021        | UHF 13     | VHF 5      | アナログ放送はデジアナ変換 |
| 3                 | NHK総合・仙台   | 031        | UHF 17     | VHF 3      | アナログ放送はデジアナ変換 |
| 4                 | ミヤギテレビ    | 041        | UHF 24     | VHF 7      | アナログ放送はデジアナ変換 |
| 5                 | 東日本放送      | 051        | UHF 28     | VHF 10     | アナログ放送はデジアナ変換 |
| 8                 | 仙台放送        | 081        | UHF 21     | VHF 12     | アナログ放送はデジアナ変換 |
| 11                | J:COMチャンネル | 111        | UHF ??     | VHF 4      |                            |

- ここに記載されていないチャンネルについてはジュピターテレコム#J:COM TV送信チャンネル（2010年11月現在）を参照。

### ラジオ
| MHz  | 放送局                  | 備考 |
| ---- | ----------------------- | ---- |
| 78.0 | Date fm                 |      |
| 81.9 | NHK仙台-FM              |      |
| 83.0 | MUSIC BIRD(THE CLASSIC) |      |
| 84.8 | MUSIC BIRD(J-HITS)      |      |
| 85.4 | MUSIC BIRD(ROCK&POP)    |      |
| 86.0 | ラジオ3                 |      |
| 86.6 | SOUND PLANET(J-WAVE)    |      |
| 87.2 | 放送大学FM              |      |
| 87.8 | fmいずみ                |      |

## 自主制作番組
コミュニティチャンネルである「J:COMチャンネル」で放送する自主制作番組。
放送中
- 『HOME TOWN 大好きだっちゃ!!』

ウィークリーニュース番組
終了